# Kopači
Kopači är en ort i Bosnien och Hercegovina.   Den ligger i entiteten Federationen Bosnien och Hercegovina, i den centrala delen av landet, 21 km nordväst om huvudstaden Sarajevo. Kopači ligger 543 meter över havet och antalet invånare är 230.
Terrängen runt Kopači är lite kuperad. Runt Kopači är det ganska tätbefolkat, med 93 invånare per kvadratkilometer.. Närmaste större samhälle är Visoko, 2,8 km sydväst om Kopači. 
Omgivningarna runt Kopači är en mosaik av jordbruksmark och naturlig växtlighet.